# 傑西維爾 (阿肯色州)
傑西維爾（英語：Jessieville）是位於美國阿肯色州加蘭縣的一個非建制地區。該地的面積和人口皆未知。

## 地理
傑西維爾的座標為34°42′04″N 93°03′42″W / 34.70111°N 93.06167°W，而該地的平均海拔高度為米（即英尺）。